# آر.ئی.ام.
آر. ئی.ام. (به انگلیسی: .R.E.M) گروه آلترناتیو راک از جورجیا در آمریکا می‌باشد. رهبر و خواننده اصلی گروه مایکل استایپ است.
زمانی که اولین تک‌آهنگ آن‌ها با نام «Radio Free Europe» در سال ۱۹۸۱ منتشر شد، نوعی احساس رجوع دوباره به گاراژ راک دههٔ ۶۰ را در موسیقی زیرزمینی ایالات متحده پدیدآورد. در آن دوره که بیشتر چند گروه پانک و هاردکور در موسیقی زیرزمینی ایالات متحده فعال بودند، آر.ای. اِم گیتار پاپ را وارد موسیقی آندرگراوند آمریکایی کرد. گرچه هیچ نوآوری بدیعی در موسیقی آن‌ها وجود نداشت اما نوعی هویت و حس هدفمندی در آثارشان بود که باعث گسترش موسیقی زیرزمینی در آمریکا شد.
ترانهٔ «Losing My Religion» که در سال ۱۹۹۱ و به‌عنوان اولین تک‌آهنگ آلبوم Out of Time روانهٔ بازار شد یکی از موفق‌ترین آثار آر.ای.ام. است. در پی انتشار این ترانه نام گروه برای اولین بار در ردهٔ چهارم پرفروش‌ترین تک‌آهنگ‌های ایالات متحده قرار گرفت، آلبوم Out of Time به رتبهٔ اول پرفروش‌ترین آلبوم‌ها در آمریکا رسید و ویدئوی‌اش هرآن‌چه جایزه که ممکن بود طی یک سال برنده شد را از آن خود کرد.
آر.ای.ام. تابه‌حال نامزد دریافت ۷ جایزه گرمی شده، که در ۳ مورد برنده شده‌است. اعضای گروه در سال ۲۰۰۷ به تالار مشاهیر راک اند رول راه یافتند.
این گروه در سپتامبر ۲۰۱۱ با توافق اعضا منحل شد تا هر کدام به‌طور جداگانه به کار بپردازند.